# Antónia Ferreira
Antónia Adelaide Ferreira (Godim, Peso da Régua, 4 de junio de 1811 — id 26 de marzo de 1896) a menudo llamada en Portugal "Ferreirinha", fue una emprendedora portuguesa del siglo XIX conocida por su papel en el desarrollo del cultivo vinícola que generaría la denominación oporto.

## Biografía
Ferreira empezó su carrera en la industria de vino al heredar viñas de su rica familia. Su padre arregló para ella un matrimonio con un primo, pero este carecía de interés en el negocio familiar y malgastó gran parte de su fortuna. El matrimonio produjo dos niños: una hija, Maria de Assunção, más tarde Condesa de Azambuja, y un hijo, António Bernardo Ferreira. Viuda a la edad de 33 años, tomó entonces las riendas de las propiedades familiares.
Ferreira recibió su apodo Ferreirinha (diminutivo afectuoso de su nombre en portugués) por su devoción y cuidado de las familias de trabajadores de sus tierras. Contó con el apoyo de su administrador José da Silva Torres, quien finalmente se convirtió su segundo marido.
Ferreira luchó contra la falta de apoyo para la viticultura local por parte del gobierno portugués en una época en que Portugal era un gran importador de vino español. También luchó contra la filoxera, que tras haber destruido muchos cultivos europeos finalmente llegó a Portugal. Viajó a Inglaterra para aprender las técnicas más modernas contra la enfermedad, lo que además le sirvió para conocer las técnicas vinícolas más avanzadas de la época. Ferreirinha invirtió en nuevas viñas especialmente en áreas con gran exposición al sol, a pesar de que mantuvo sus viñas originales en el norte de Portugal y otras explotaciones agrícolas tradicionales. La mayoría de su vino fue exportado a Inglaterra, que convirtió en el primer importante gran importador de oporto.
Cuándo murió en 1896, legó una gran fortuna y casi treinta viñas. Es considerada una dirigente histórica del valle del Duero y una influencia determinante en la evolución comercial de los vinos portugueses.
En 2004 una serie televisiva portuguesa de la cadena Rádio e Televisão de Portugal recreó una versión dramatizada de su vida. Fue también escogida en la lista de 100 personalidades históricas.